# Ordrupia friserella
Ordrupia friserella is een vlinder uit de familie van de Copromorphidae. De wetenschappelijke naam van de soort is voor het eerst geldig gepubliceerd in 1911 door Busck.